# Teme (rivière)
La rivière Teme  (en anglais : Teme River)  est un cours d’eau de la région de  Marlborough de l’Île du Sud de la Nouvelle-Zélande.

## Géographie
Elle s’écoule vers le nord à partir de sa source dans le pays de collines au nord de la vallée du fleuve Awatere pour atteindre la rivière rivière Avon de la région de Malborough (en).